# Neoangulodiscus
Neoangulodiscus es un género de foraminífero bentónico considerado un sinónimo posterior de Hemigordius de la subfamilia Hemigordiopsinae, de la familia Hemigordiopsidae, de la superfamilia Cornuspiroidea, del suborden Miliolina y del orden Miliolida. Su especie tipo era Neoangulodiscus leischneri. Su rango cronoestratigráfico abarcaba desde el Triásico superior hasta el Liásico (Jurásico inferior).

## Clasificación
Neoangulodiscus incluía a las siguientes especies:
- Neoangulodiscus griesbachi †
- Neoangulodiscus leischneri †